# Premier Maître de la Bible historiale de Jean de Berry
Le Premier Maître de la Bible historiale de Jean de Berry désigne par convention un enlumineur entre 1390 et 1400 à Paris. Il doit ce nom à une Bible historiale destinée au duc Jean Ier de Berry pour laquelle il a participé à l'enluminure. Son œuvre a été rapprochée d'un livre d'heures qui lui a donné son autre nom de convention : le Maître du Livre d'heures de Johannette Ravenelle. 

## Éléments biographiques et stylistiques

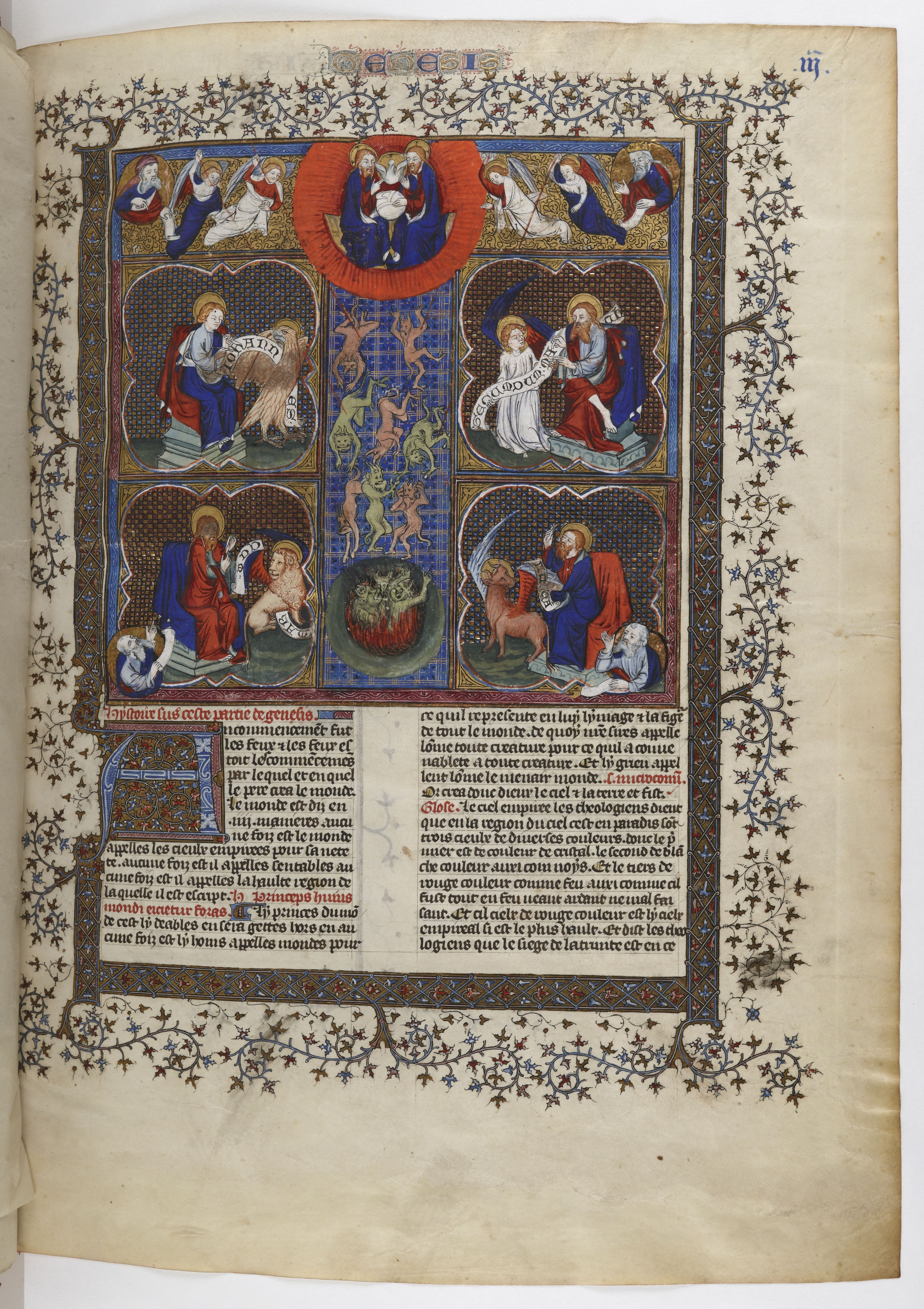
Trinité, frontispice de la bible historiale de Jean de Berry.

Le corpus de ses œuvres a été établi pour la première par Millard Meiss à partir de sa contribution à un manuscrit de la bible historiale destinée à Jean Ier de Berry, son manuscrit le plus célèbre même si sa participation y est limitée. Il y collabore en effet avec le Maître du Couronnement de la Vierge qui y prend une part beaucoup plus importante et plus originale. Eva Lindqvist Sandgren a complété son corpus et a proposé de lui attribuer un livre d'heures conservé à la bibliothèque de l'université d'Uppsala et qui a été commandé pour une certaine Johannette Ravenelle,.
Actif dans le milieu parisien des enlumineurs au tournant du XIVe et du XVe siècle, il contribue à de nombreux manuscrits en collaboration avec d'autres artistes ou seul. Son style ne fait pas preuve d'une grande originalité, souvent routinier. Il reprend des motifs déjà présents chez ses contemporains Jacquemart de Hesdin et le Pseudo-Jacquemart. Il est jugé meilleur dessinateur que coloriste par François Avril. Il est à la transition entre la tradition de l'enluminure du temps de Charles V et le nouveau style qui s'impose avec l'arrivée de nouveaux artistes venus des Pays-Bas au début du XVe siècle. 

## Principales œuvres attribuées

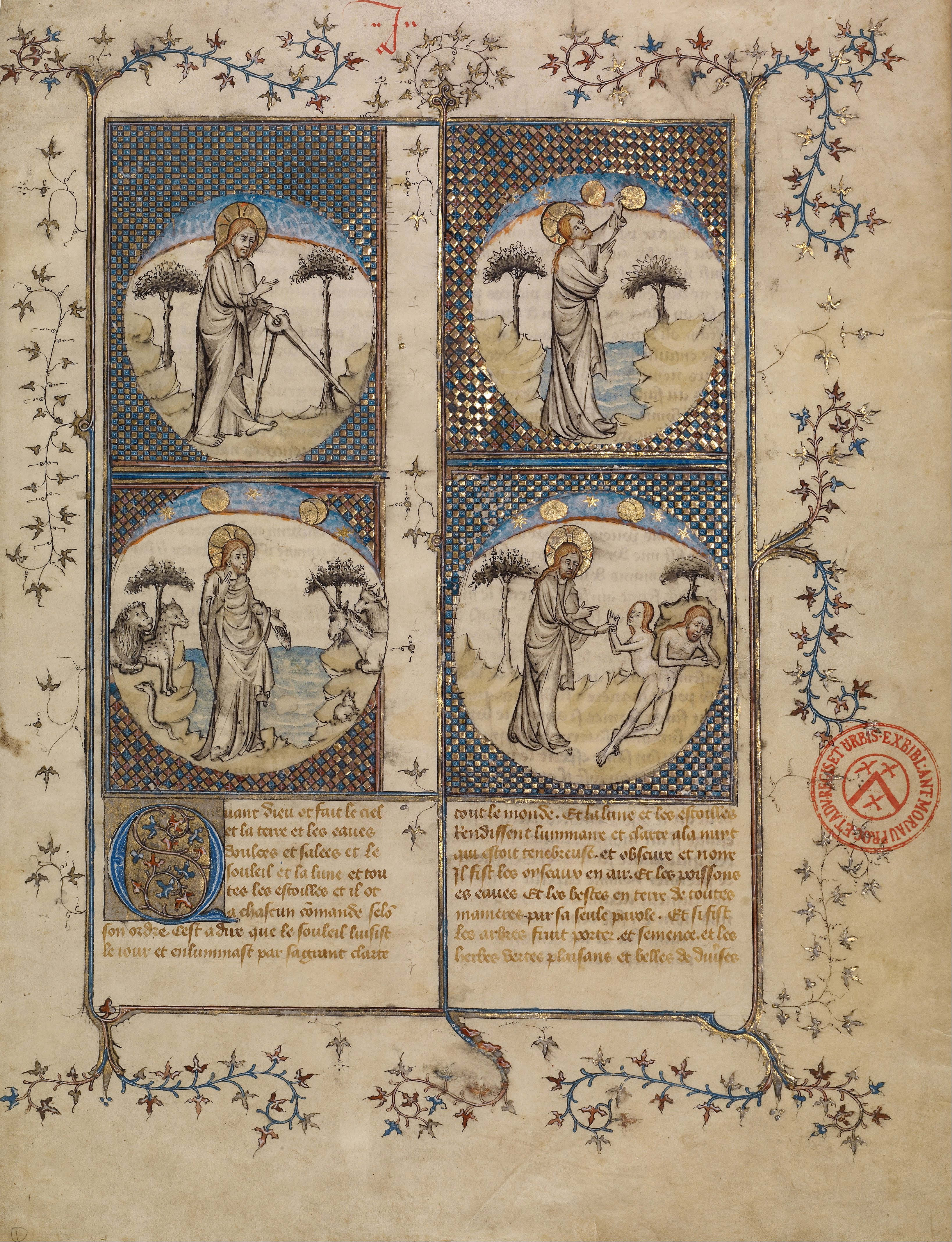
Scènes de la création, fragment d'une Histoire ancienne jusqu'à César, Getty Center.

Eva Lindqvist Sandgren propose de lui attribuer au total 25 manuscrits dont 13 dont il le seul contributeur. 
- Songe du vieil pèlerin de Philippe de Mézières, 1 miniature en collaboration avec le Maître du Saint Voult, vers 1390, Bibliothèque de l'Arsenal, Ms.2682-2683
- Œuvres de Sénèque, vers 1390-1400, Bibliothèque royale de Belgique, Bruxelles, Ms.9091
- Histoire Romaine de Tite Live traduite par Pierre Bersuire, en collaboration avec un suiveur du Maître de Luçon, vers 1390-1400, Bibliothèque royale, La Haye, 71 A 16-18
- Histoire ancienne jusqu'à César et Faits des Romains, en collaboration avec le Maître du Second Roman de la Rose de Jean de Berry et le Maître de la Cité des dames, vers 1390-1400, Bibliothèque de la ville d'Haarlem, Ms.187 C 12
- Histoire ancienne jusqu'à César, vers 1390-1400, 6 feuillets conservé au J. Paul Getty Museum, Los Angeles, Ms. LUDWIG XIII 3 (1-6)
- Légende dorée, vers 1390-1400, Bibliothèque nationale de France, Fr.184
- Bible historiale ayant appartenu à Jean de Berry, vers 1390-1400, Walters Art Museum, Baltimore, W.125-126
- Histoire des trois Maries de Jean de Venette, BNF, Fr.12468
- Livre d'heures de Johannette Ravenelle, vers 1400, bibliothèque de l'Université d'Uppsala, Ms.517e
- Roman de la Rose et autres œuvres de Jean de Meun, en collaboration avec le Maître du Couronnement de la Vierge, vers 1400-1405, bibliothèque historique de l'Université de Valence, Ms.387 (1327)
- Bible historiale de Guyart des Moulins, offerte par Raoulet d’Auquetonville à Jean Ier de Berry, miniatures des f.3-8 et f.260 et 264) de la main du maître, en collaboration avec le Maître du Couronnement de la Vierge, avant 1402, BNF, Fr.159
- Bible historiale, en 2 volumes, en collaboration avec un disciple de Jacquemart de Hesdin, le Maître de Virgile, vers 1402-1403, British Library, Harley 4381-4382[4]
- Livre d'heures de Southwark, vers 1400, British Library, Add MS 89309[5]
- Pèlerinage de la vie humaine de Guillaume de Digulleville, destiné à Jean de Berry, vers 1404, BNF, Fr.829